# Israel Amter

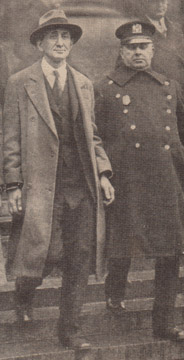
Israel Amter

Israel Amter (ur. 26 marca 1881 w Denver, zm. 24 listopada 1954) – działacz amerykańskiego ruchu komunistycznego; jeden z założycieli Komunistycznej Partii Ameryki.

## Życiorys
Pochodził z rodziny żydowskich imigrantów, która osiedliła się w USA. W 1901 wstąpił do działającego w Denver klubu socjalistycznego. W 1903 wyjechał do Lipska na studia w miejscowym konserwatorium. Tam też jego poglądy uległy radykalizacji, zwłaszcza odkąd wstąpił do Socjaldemokratycznej Partii Niemiec. Powrócił do USA po wybuchu I wojny światowej. Zafascynowany rewolucją bolszewicką w Rosji, we wrześniu 1919 znalazł się w gronie założycieli Komunistycznej Partii Ameryki, która wkrótce dzieli się na dwa rywalizujące ze sobą ugrupowania. Amter aktywnie angażuje się w spory wewnątrz partii, pisząc serię artykułów pod pseudonimem John Ford. 29 kwietnia 1921 został aresztowany przez agentów federalnych, pod zarzutem prowadzenia działalności wywrotowej.
W 1922, kiedy udało się zjednoczyć obie frakcje komunistyczne, Amter został wybrany członkiem Centralnego Komitetu Wykonawczego KPA. Po raz kolejny został aresztowany w 1930, za organizowanie demonstracji bezrobotnych w Nowym Jorku. W więzieniu spędził 6 miesięcy. Od 1928 był regularnie wystawiany jako kandydat komunistyczny w wyborach do Senatu. W 1928 uzyskał zaledwie 2062 głosy, ale w 1934 już 45 878 głosów (1,21%). Od 1940 cierpiał na postępującą chorobę Parkinsona. Z powodu stanu zdrowia nie był prześladowany w 1951, kiedy represjonowano kierownictwo KPA, na podstawie ustawy Smitha (Smith Act).
Amter był także muzykiem. W 1912 napisał libretto do opery Winona, która nigdy nie została wystawiona.